# Stramprooierbroek

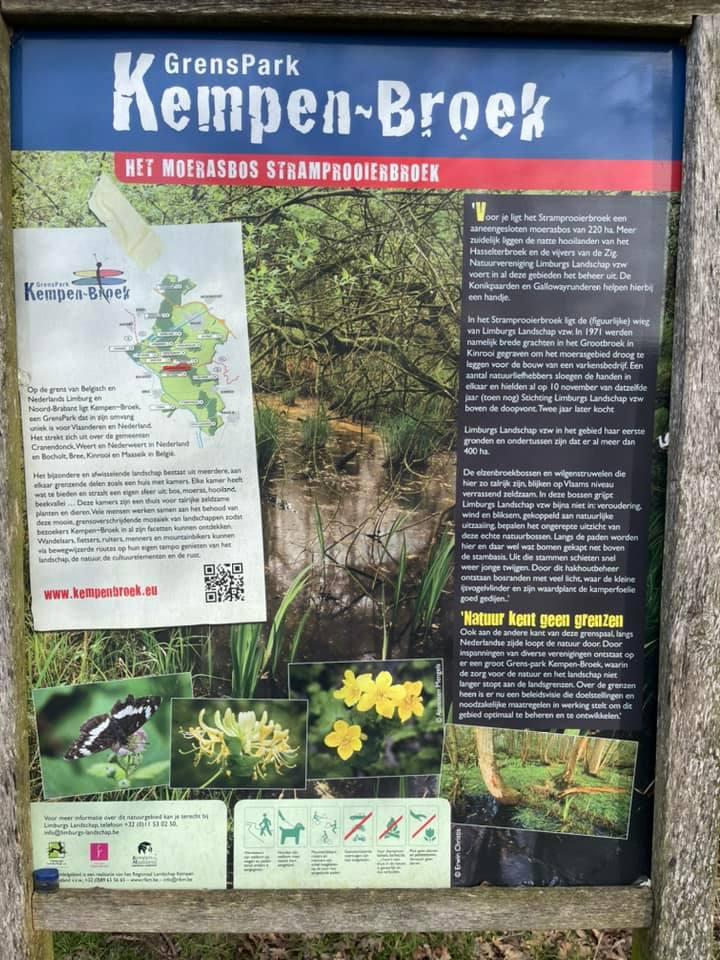

Het Stramprooierbroek (Limburgs: Roojerbrook) is een natuurgebied van 144 ha, dat gelegen is ten zuidwesten van Stramproy in de Belgische gemeenten Bree en Kinrooi. Het gebied is eigendom van Limburgs Landschap vzw. Aansluitend behoren ook het Hasselterbroek en de Zig tot het reservaat, dat in totaal daarmee ruim 360 ha omvat.
Oorspronkelijk was dit een doorstroommoeras: Een laagte waarin de Abeek uitkwam en die ongeveer 1 km breed was. Vanaf 1865 werd getracht dit broekgebied droog te maken door de Abeek zuidwaarts te verleggen en ontwateringskanalen (Lossing en later de Neerbroeklossing) door het gebied te graven. De werken werden uitgevoerd door de Banque générale pour favoriser l’Agriculture et les Travaux Publics, maar deze bank ging failliet. In 1877 werd de watering Het Grootbroek opgericht, waarin de gronden werden ondergebracht. Omdat de Lossing geen afdoende afwatering teweegbracht werd, parallel eraan en noordelijk daarvan, een tweede ontwateringskanaal, de Neerbroeklossing, gegraven. Er werd loofhout aangeplant en er werden vier hoeven gebouwd. Na 1956 werd op grote schaal ontgonnen en vanaf 1971 werd sterk ontwaterd, waarbij 70% van dit gebied werd omgezet in maisakkers en dergelijke. In het kerngebied werden, vanaf 1955, de meeste hoeven verlaten en ook de hooilanden werden niet meer gebruikt. Enkel het Mariahof bleef bestaan.
Het gebied werd in 1973 door de vereniging Limburgs Landschap aangekocht, nadat plannen bestonden om het gebied verder te ontginnen. Het bestaat uit elzenbroekbos en wilgenbroekstruwelen. Daarnaast zijn er ook open moerassen, natte graslanden, eikenbossen en enkele heiderestanten. Elzenbroekbossen en wilgenstruwelen zijn zeldzaam in Vlaanderen.
Van de flora kan de grote boterbloem en mattenbies worden genoemd. Er zijn vele soorten libellen, en ook bont dikkopje, kleine ijsvogelvlinder en grote weerschijnvlinder worden er waargenomen.
Het gebied maakt deel uit van het Grenspark Kempen-Broek. Het sluit in het westen aan bij De Luysen en in het zuidoosten bij het Grootbroek. Er zijn bewegwijzerde wandelingen uitgezet.